# ChronoServices
ChronoServices est une filiale du groupe Imprimerie nationale, basée à Flers-en-Escrebieux (Douai, Nord). Elle gère à partir de la rentrée 2002, dans le cadre d'une DSP passée avec l'État pour 10 ans, le système de cartes à puce destinées aux chronotachygraphes numériques des véhicules lourds, ainsi que les cartes de qualification du conducteur. Cela concerne tant la confection du support physique, que sa diffusion.

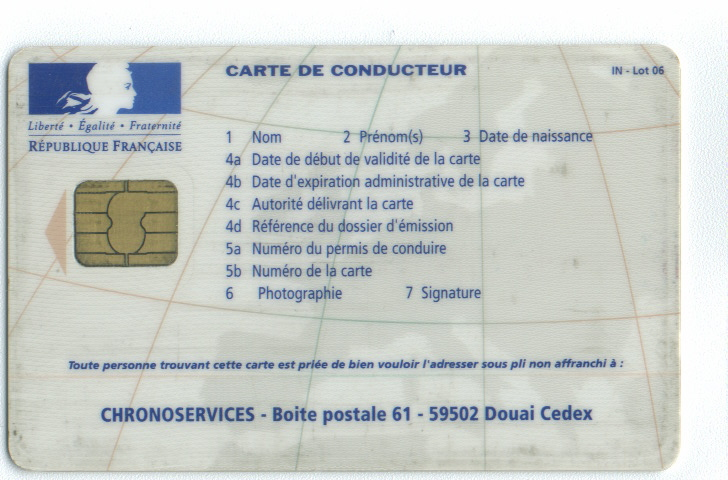
Carte conducteur (verso)

Depuis le printemps 2006, l'ensemble des véhicules neufs de transport routier immatriculés dans l'Union européenne doivent impérativement être munis de cette technologie, qui remplace sa variante analogique (disques papier). L'objectif est notamment de faciliter les contrôles tout au long de la chaîne des intervenants, suivant la durée de vie du véhicule.
Les 4 types de carte (conducteur, entreprise, atelier, contrôleur) sont délivrées sur dossier, au tarif unique de 63 € TTC en 2008. ChronoServices les adresse au requérant sous pli recommandé ou ce dernier peut directement, après identification, les retirer au guichet de l'entreprise.